# Предраг Ніколич
Предраг Ніколич (нар. 11 вересня 1960, Шамац) – боснійський шахіст, гросмейстер від 1983 року.

## Шахова кар'єра
Від початку 1980-х років належав до когорти провідних югославських шахістів. 1980 року вперше став чемпіоном своєї країни, цей успіх повторив чотири роки по тому. 1983 року переміг у Сараєво (турнір Босна), а також поділив 1-ше місце на меморіалі Борислава Костіча у Вршаці, у наступних роках перемагав у Новому Саді (1984), Рейк'явіку (1986) і знову в Сараєво (1987, Bosna). Від того року належав до широкої когорти провідних шахістів світу, що підтвердив на міжзональному турнірі в Загребі, посівши 5-те місце і зупинившись за крок до виходу в претендентські матчі. 1989 року переміг на сильному турнірі за запрошенням Вейк-ан-Зеє (разом з Вішванатаном Анандом, Золтаном Ріблі і Д'юлою Саксом) а також на меморіалі Відмара, що відбувся в Порторожі та Любляні. Через рік досягнув чергового успіху, посівши на міжзональному турнірі в Манілі 8-ме  місце і здобувши право грати в матчах претендентів. 1991 року зустрівся в Сараєво в 1-му колі матчів претендентів з Борисом Гельфандом, але поступився йому 4½ - 5½. Того самого року здолав у показовому матчі Енріке Мекінгa, а також переміг на турнірі в Бледі. Через рік посів 2-ге місце в Буенос-Айресі, а також (після початку громадянської війни в Югославії) оселився в Нідерландах (хоча й не змінив громадянства). У 1994 році вдруге переміг у Вейк-ан-Зеє, а 1996 року поділив 1-ше місце в Рейк'явіку (разом з Сіменом Агдестейном і Джонатаном Тісдаллом), крім того 1997 року здобув у Роттердамі титул чемпіона Нідерландів, здолавши в додатковій грі Яна Тіммана. Через рік здобув бронзову медаль на чемпіонаті тієї країни, a два роки по тому - знову золоту. У 2002 і 2003 роках двічі перемагав у Сельфоссі (щоразу разом з Іваном Соколовим. 2004 року досягнув найвищого успіху в кар'єрі дотепер - разом з Василем Іванчуком поділив перше місце на чемпіонаті Європи, який відбувся в Антальї. Проте, в додатковій грі на звання чемпіона Європи мусив визнати першість Іванчука і в підсумку завоював срібну медаль. 2007 року здобув у Сараєво звання чемпіона Боснії і Герцеговини. У 2009 році поділив 1-ше місце (разом з Михайлом Красенковим, Стюартом Хаслінгером і Даніелем Фрідманом) на турнірі GfK Open у Гілверсумі.
Тричі брав участь у чемпіонатах світу ФІДЕ, які проходили за олімпійською системою:
- 1997 – пройшов до 2-го раунду, в якому поступився Вішванатанові Ананду,
- 2001 – дійшов до 4-го раунду, в якому поступився Жоелеві Лотьє,
- 2004 – поразка в 1-му колі від Петера Ача.

Був також дворазовим учасником турнірів на кубок світу, у 2005 і 2007 роках.
Неодноразово представляв Югославію а також Боснію і Герцеговину на командних змаганнях, зокрема:
- дванадцять разів на шахових олімпіадах (1980, 1984, 1986, 1988, 1990, 1992, 1994, 1996, 1998, 2000, 2002, 2008); триразовий медаліст: у командному заліку – срібний (1994) і бронзовий (1980), а також в особистому заліку – золотий (1980 – на 4-й шахівниці)[2],
- на командному чемпіонаті світу (1989); дворазовий медаліст: у командному заліку – срібний (1989), а також в особистому заліку – срібний (1989 – на 2-й шахівниці)[3],
- чотири рази на командних чемпіонатах Європи (1983, 1992, 1997, 1999), дворазовий медаліст: у командному заліку – срібний (1983), а також в особистому заліку – золотий (1983 – на 3-й шахівниці)[4].

Найвищий рейтинг Ело дотепер мав станом на 1 жовтня 2004 року, досягнувши 2676 пунктів, посідав тоді 28-ме місце в світовій класифікації ФІДЕ, водночас посідав 1-ше місце серед шахістів Боснії і Герцеговини.

## Зміни рейтингу
| На цьому місці має відображатися графік чи діаграма, однак з технічних причин його відображення наразі вимкнено. Будь ласка, не видаляйте код, який викликає це повідомлення. Розробники вже працюють для того, щоби відновити штатне функціонування цього графіка або діаграми. | |
| | На цьому місці має відображатися графік чи діаграма, однак з технічних причин його відображення наразі вимкнено. Будь ласка, не видаляйте код, який викликає це повідомлення. Розробники вже працюють для того, щоби відновити штатне функціонування цього графіка або діаграми. |